# Beziehungen zwischen der NATO und der Schweiz
Die Schweiz ist ein neutrales europäisches Land, das nicht Mitglied der NATO ist. Seit 1996 beteiligt sich die Schweiz am NATO-Programm „Partnerschaft für den Frieden“ (PfP). Die Schweiz ist von der Europäischen Union umgeben, selbst aber kein EU-Mitglied. Sie wahrt damit auch ihre Neutralität in Bezug auf die EU-Mitgliedschaft und die gegenseitige Verteidigungsklausel der EU, die in Artikel 42.7 der konsolidierten Fassung des Vertrags über die Europäische Union, aber auch im EU-Vertrag, verankert ist sieht vor, dass neutrale Länder ihre Neutralität wahren.
In diesem Zusammenhang besetzt die Schweiz einen Posten im CCOMC mit einem höheren Stabsoffizier, also der operativen Zentrale des höchsten militärischen NATO-Hauptquartiers SHAPE.
Brigadier Beat Kocherhans ist seit 2024 militärische Vertreter der Schweiz bei der NATO.

## Hintergrund

### Historische Neutralität
Neutralität ist einer der Hauptgrundsätze der Schweizer Außenpolitik, der vorschreibt, dass die Schweiz nicht in bewaffnete oder politische Konflikte zwischen anderen Staaten verwickelt wird. Diese Politik ist selbst auferlegt und soll die äußere Sicherheit gewährleisten und den Frieden fördern.
Die Schweiz verfügt über die älteste Politik der militärischen Neutralität der Welt. Die Schweiz hat seit ihrer Neutralität, die durch den Pariser Vertrag im Jahr 1815 festgelegt wurde nicht an einem Auslandskrieg teilgenommen.
Obwohl sich die europäischen Mächte (Österreich, Frankreich, das Vereinigte Königreich, Portugal, Preußen, Russland, Spanien und Schweden) auf dem Wiener Kongress im Mai 1815 darauf einigten, dass die Schweiz neutral sein sollte, verzögerte sich die endgültige Ratifizierung erst nach der Niederlage Napoleon Bonapartes. Einige Koalitionstruppen könnten über Schweizer Territorium in Frankreich einmarschieren.
Das Land hat eine Geschichte der bewaffneten Neutralität, die bis zur Reformation zurückreicht. Es befindet sich seit 1815 nicht mehr im internationalen Kriegszustand und ist den Vereinten Nationen erst 2002 beigetreten. Die Schweiz verfolgt eine aktive Außenpolitik und ist häufig an Friedensprozessen auf der ganzen Welt beteiligt.
Laut Schweizer Bundespräsident Ignazio Cassis im Jahr 2022 während einer Rede beim Weltwirtschaftsforum basieren die Neutralitätsgesetze der Schweiz auf den Grundsätzen des Haager Abkommens, zu denen „keine Teilnahme an Kriegen; internationale Zusammenarbeit, aber keine Mitgliedschaft in einem Militärbündnis; Keine Bereitstellung von Truppen oder Waffen an Kriegsparteien und keine Gewährung von Übergangsrechten.“ gehört.

### Beziehungen mit der Europäischen Union
Die Schweiz beantragte 1992 den Beitritt zur Europäischen Union (EU), der Antrag wurde jedoch aufgrund des öffentlichen Widerstands zurückgezogen. Eine Volksabstimmung über den Beitritt zum Europäischen Wirtschaftsraum wurde 1992 abgelehnt.
Die Schweiz ist derzeit durch eine Reihe bilateraler Verträge mit der EU verbunden, in denen die Schweiz verschiedene Bestimmungen des EU-Rechts übernommen hat, um am Binnenmarkt der Europäischen Union teilzunehmen, ohne ihr als Mitgliedsstaat beizutreten. Bis auf den Zwergstaat Liechtenstein sind alle Nachbarländer der Schweiz EU-Mitgliedstaaten.

### Russischer Überfall auf die Ukraine
Die Schweiz folgt definierten Regeln, um in militärischen Konflikten neutral zu bleiben, und verhängte Sanktionen für diese „schwerwiegende Verletzung elementarer Völkerrechtsnormen […] im Rahmen [ihres] politischen Gestaltungsspielraums“. Das Schweizer Recht erlaubt nur die Annahme von Sanktionen, die vom Sicherheitsrat der Vereinten Nationen, der EU oder der OECD verhängt wurden. Unabhängig von den tatsächlichen Gesetzen, die ein neutrales Land regeln, bezeichneten viele Medien dies immer noch als einen Bruch mit 500 Jahren Schweizer Neutralität.
Im April 2022 legte das Eidgenössische Volkswirtschaftsdepartement ein Veto gegen den Antrag Deutschlands ein, Schweizer Munition in die Ukraine wieder zu exportieren, und zwar auf der Grundlage der Neutralität der Schweiz. Das Schweizer Verteidigungsministerium hat im Mai 2022 einen Bericht initiiert, in dem verschiedene militärische Optionen analysiert werden, darunter eine verstärkte Zusammenarbeit und gemeinsame Militärübungen mit der NATO.
In der ersten Hälfte der 2020er Jahre gab es unter Verteidigungsministerin Viola Amherd und Armeechef Thomas Süssli eine Annäherung der Schweizer Armee an die NATO. Am 23. März 2023 stattete die Schweizer Bundesrätin Viola Amherd dem NATO-Hauptquartier in Brüssel einen offiziellen Besuch ab, um die Frage der Wiederausfuhr von Schweizer Munition in die Ukraine zu besprechen. Dies war der erste Besuch eines Bundesrats dort, und obwohl die diplomatische Annäherung zwischen den Parteien erfolgreich war, änderte die Schweizer Seite ihre Position diesbezüglich nicht. Jens Stoltenberg, Generalsekretär der NATO, sagte in einem Interview, er verstehe den Standpunkt der Schweizer Neutralität, könne aber nicht verstehen, warum die Schweiz die Wiederausfuhr solcher Waffen zur Verteidigung einer Nation nicht zulassen würde. Der Ständerat wird das Thema in seiner Sitzung im Juni 2023 weiter behandeln.

## Meinungsumfragen zur Schweizer NATO-Mitgliedschaft
| Datum der Umfrage | Umfrageinstitut                | Auftraggeber                   | Stichprobengröße               | Unterstützung                  | Opposition                     | Neutral / Weiß nicht           | Vorsprung                      |                                |
| ----------------- | ------------------------------ | ------------------------------ | ------------------------------ | ------------------------------ | ------------------------------ | ------------------------------ | ------------------------------ | ------------------------------ |
| Datum der Umfrage | Umfrageinstitut                | Auftraggeber                   | Stichprobengröße               |                                |                                |                                | Vorsprung                      |                                |
| 16. März 2022     | Tamedia/20 minutes             | ?                              | 12,437                         | 27 %                           | 67 %                           | 6 %                            | 40 %                           |                                |
| 14. April 2022    | Sotomo                         | ?                              | 19,896                         | 33 %                           | 62 %                           | 4 %                            | 29 %                           |                                |
| 24. Februar 2022  | Russland überfällt die Ukraine | Russland überfällt die Ukraine | Russland überfällt die Ukraine | Russland überfällt die Ukraine | Russland überfällt die Ukraine | Russland überfällt die Ukraine | Russland überfällt die Ukraine | Russland überfällt die Ukraine |

Im Mai 2022 ergab eine weitere Umfrage, dass 33 % der Schweizer eine NATO-Mitgliedschaft der Schweiz befürworteten und 56 % eine verstärkte Bindung an die NATO befürworteten.
Im März 2023 stimmten 53 % der Schweizer der Aussage zu, dass die Neutralität es zulässt, dass die Schweiz ihre militärische Verteidigung zusammen mit der NATO plant. In der gleichen Umfrage sprachen sich 55 % der Schweizer für eine Annäherung an die NATO aus. Die grundsätzliche Neutralität erfährt nach wie vor hohe Zustimmung (91 %).